# آربولداس
آربولداس (انگلیسی: Arboledas) نام شهری در کشور کلمبیا است.